# Nguyễn Năng (trung tướng)
Nguyễn Năng (1927 – 2010) là sĩ quan cấp cao trong Quân đội nhân dân Việt Nam, hàm Trung tướng, Phó Giáo sư, nguyên Phó Tư lệnh Quân khu 2, Phó Viện trưởng Học viện Quân sự cấp cao.

## Thân thế sự nghiệp
Nguyễn Năng tên thật là Nguyễn Văn Năng sinh năm 1927 tại xã Hà Lâm, huyện Hà Trung, tỉnh Thanh Hóa
Ông tham gia cách mạng năm 1941, nhập ngũ năm 1947. Đảng viên Đảng Cộng sản Việt Nam năm 1948.
Ông từng giữ các chức vụ từ trung đội trưởng đến trung đoàn phó, tham gia các chiến dịch: Lê Lợi, Điện Biên Phủ
Tháng 6 năm 1965, ông được bổ nhiệm giữ chức Phó Sư đoàn trưởng rồi Sư đoàn trưởng Sư đoàn 2, tham gia các chiến dịch: Hiệp Đức - Quế Sơn, Quảng Nam (1965), Tây Quảng Nam (1966), tiến công Quảng Ngãi (1967)
Tháng 12 năm 1967, ông được bổ nhiệm giữ chức Sư đoàn trưởng Sư đoàn 312, tham gia chiến đấu ở Lào.
Tháng 9 năm 1972, ông được bổ nhiệm giữ chức Phó Tham mưu trưởng Quân khu 5.
Tháng 10 năm 1974, ông được bổ nhiệm giữ chức Phó Tư lệnh Mặt trận B3 (Tây Nguyên) rồi Phó Tư lệnh Quân đoàn 3; tham gia chiến dịch Hồ Chí Minh.
Năm 1979, ông được bổ nhiệm giữ chức Phó Tư lệnh Quân khu 2 kiêm tư lệnh Quân đoàn 29 kiêm Chỉ huy trưởng quân sự tỉnh Hoàng Liên Sơn (8.1979).
Tháng 2 năm 1981, ông được bổ nhiệm giữ chức Phó Viện trưởng Học viện Quân sự cấp cao.
Năm 1993, ông nghỉ chờ hưu.
Năm 2010, ông mất tại Hà Nội
Trung tướng (1989)

## Khen thưởng
Huân chương Độc lập hạng nhất;
Huân chương Quân công hạng nhất, ba;
Huân chương Chiến công hạng nhì, ba;
Huân chương Chiến thắng hạng nhì;
Huân chương Kháng chiến chống Mỹ, cứu nước hạng nhất;
Huân chương Chiến sĩ giải phóng hạng nhất, nhì, ba;
Huân chương Chiến sĩ vẻ vang hạng nhất, nhì, ba;
Huân chương của Nhà nước Lào;
Huy chương Quân kỳ quyết thắng;
Huy hiệu 50 năm tuổi đảng